# Janssen-Mühlen

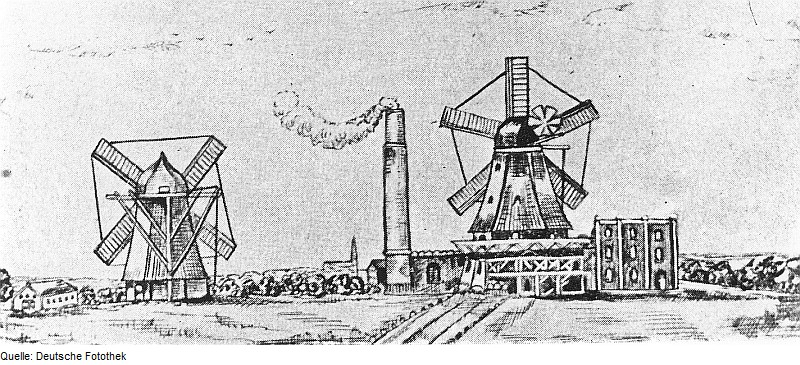
Die Janssenmühlen an der Wittenburger Chaussee um 1890

Als Janssen-Mühlen werden mehrere Mühlen bezeichnet, die sich auf dem Areal der Wittenburger Chaussee unweit des Ortsteils Neumühle in Schwerin befanden. Sie wurden ab 1862 von dem Pächter Wilhelm Janssen und seiner Familie in Betrieb genommen und 1914 bei einem Brand vernichtet.

## Lage und Umgebung
Weil die Inhaber der Binnenmühle Schwerin, der sogenannten Grafenmühle, oftmals im Sommer wegen Wassermangels nicht arbeiten konnten, könnte von ihnen der Auftrag erteilt worden sein, im Jahre 1819 als Ergänzung die erste Holländer-Erd-Galerie-Windmühle auf dem Wittenburger Berg an der Landstraße nach Klein-Rogahn vor den Toren Schwerins zu errichten.
Der Müller ist ein adlig´ Kind, es arbeiten für ihn Wasser und Wind.(Sprichwort)
Im Jahre 1843/44 wurde auch wieder von dem Inhaber der Binnenmühle Schwerin (Binnenmüller) Heldt im westlichen Raum der Stadt Schwerin am Wittenburger Tor ebenfalls an der Landstraße nach Klein-Rogahn eine weitere Holländer-Galerie-Windmühle mit zwei Walzstühlen erbaut. Diese beiden vor den Toren der Stadt Schwerin gelegenen Mühlen wurden im Jahre 1862 an Wilhelm Janssen für 10 Jahre und jährlich 2.500 Taler verpachtet.
Zu den im Jahre 1863 durch die Pächterfamilie Janssen erworbenen zwei Holländerwindmühlen auf den Hügeln an der Wittenburger Chaussee unweit von Schwerin kamen 1892 weitere, nämlich die beiden Windmühlen der Bischofsmühle der Gebrüder Pingel sowie deren dampfbetriebene Mühle an der Schweriner Wismarschen Straße, ebenfalls zum Besitz von Wilhelm Janssen hinzu.

## Baugeschichtliche Bezüge
Die Mühlen in der Hand des Mühlenbesitzers Johann Wilhelm Helmut Janssen, baute dieser im Jahre 1875 ein Dampfmühlen-Fabrikgebäude an die von Heldt 1844 errichteten Holländer-Galerie-Windmühlen, die einst am Hang unweit der Wittenburger Chaussee standen, an, weiterhin erhielt diese seiner Zeit jene mit Windkraft angetriebene heldtsche Windmühle fünf Windflügel.
Beide von dem Mühlenpächter Wilhelm Janssen betriebenen Holländer-Galerie-Windmühlen hatten eine umlaufende Galerie, aber das Fabrik-Industrie-Dampfmaschinen-Mühlenantrieb-Gebäude war ein drei- und vierstöckiger, ziegelgemauerter Massivbau. Von 1863 bis 1894 wurde vom Mühlenbetreiber Wilhelm Janssen sowohl mit Windkraft als auch mit Dampfantrieb die Getreide-Mehlmahl-Produktion ausgeführt. Ab dem Jahre 1894 wurde der mit fünf Windflügel-Mühlen-Antrieb der herldtschen Holländer-Galerie Janssen-Mühle eingestellt, die Holländer-Galerie-Mühle nahezu vollständig abgetragen und nur noch mit Dampfmaschinen-Mühlenbetrieb das Korn in der Janssen-Mühle zu Mehl gemahlen.
Am 1. Oktober 1896 kam es zu einem Brand in Janssens Dampfmühlen-Fabrik an der Wittenburger Chaussee, sie brannte ab. Johann Wilhelm Helmut Janssen starb 1897.
Im Juni des Jahres 1914 wurde erneut durch ein Feuer das gesamte wieder aufgebaute Mühlenwerk völlig vernichtet. Die Mühle der Familie Janssen bedeckte zuletzt eine Fläche von 8.707 Quadratzoll, das heißt, der Betrieb selbst belegte eine Fläche von 1.025,53 Quadratmeter. Inwieweit Personen zu Schaden kamen, ist nicht überliefert. Wilhelm Janssen (junior) kam bei dem Feuer jedenfalls selbst nicht zu Schaden, denn bekannt ist, dass er die Bischofs-Dampfantriebs-Mühle, an der Schweriner Wismarschen Straße gelegen, 1915 an einen neuen Mühleninhaber namens Deppen abtreten musste.

## Nachfolgebauten
Das bergige Areal, auf dem sich die einstigen Janssen-Mühlen (1862–1914) an der Wittenburger Chaussee befanden, wurde vollständig zu Feld- und Ackerflächen umgewandelt. Die Familie Janssen konnte ihre Pläne, sich eine neue Existenz aufzubauen – geplant war der Bau einer großen Mühle am Ziegelsee – bei der damaligen großherzoglichen Gewerbekommission (Baubehörde) nicht durchsetzen. Sie verlegte Hauptwohnsitz und Betrieb nach Bad Kleinen nahe dem Schweriner Außensee. Der Mühlenbau der Gebrüder Wilhelm und Werner Janssen erfolgte schon seit 1910 in Bad Kleinen, auch in den Jahren 1912 bis 1914 – in Betrieb genommen wurde die neue Mühle 1916.
Das Familienunternehmen Janssen in Bad Kleinen wurde zu einem großen Mehlproduzenten mit Eisenbahnanschluss in Norddeutschland ausgebaut. Auch auf dem Wasserweg wurde Getreide über den Schweriner See mit Schleppkähnen nach Bad Kleinen zu Janssens Mühle transportiert. Die Mühle in Bad Kleinen besaß eine Kapazität von 10.000 Tonnen für Weizen- und Roggengetreide. 1922 führte die Mühlenbauanstalt Amme, Giesecke & Konegen einen Neubau der Weizen- und Roggenmühle mit einer Kapazität von 25.000 Tonnen aus. Wilhelm Janssen (junior) starb 1925. 
Die zwangsweise Übernahme des Janssen-Mühlenbetriebs in den Reichsnährstand unterbrach die normale wirtschaftliche Fortentwicklung des Familienbetriebs und führte zu einer grundlegenden Umstellung. Für jede der im Besitz der Familie Janssen befindliche Mühle wurde ein monatliches Vermahlungs-Grundkontingent festgelegt, von dem dann außerdem festgelegte prozentuale Quoten zur Verarbeitung freigegeben wurden. Die Festsetzung des Grundkontingents basierte auf den Umsatz aus den Jahren 1927 bis 1932 als Referenzperiode. Nicht angerechnet wurden für die Bemessung das Vermahlungsgrundkontingent der im Export ausgelieferten Menge. Bei einer Vermahlungsmenge von ca. 21.000 t pro Jahr wurde zwangsmässig festgesetzt, dass die Leistung kaum 50 % (also nur 11.000 t auf Sichtmahlleistung bezogen) zu betragen habe – während die Leistung anderer Handelsmühlen mit 60 % kontingentiert wurde. Als außerdem die Quoten für die Gesamtheit der Mühlen gesenkt wurden, war damit für die Familie Janssen und ihre Mühlen eine erhebliche Benachteiligung gegenüber anderen Betrieben erkennbar. Durch die Reichsnährstands-Gesetzgebung der Nationalsozialisten musste der Mühlenbetrieb der Familie Janssen in die Hände von drei Inhabern gelegt werden.
Erweiterungsbauten wie ein Verwaltungsgebäude und ein neues Getreidesilo – dem damals aktuellen technischen Standard entsprechend – erhielt das Mühlenwerk 1938.
Zusammenfassend wurde von der Familie Janssen in einem Schreiben vom 19. Februar 1948 an den mecklenburgischen Landtag erklärt, dass sie keineswegs Nutznießer der nationalsozialistischen Zwangswirtschaft waren, zumal sich die Verhältnisse durch die zunehmenden Bombenschäden an Mühlenwerken im Westen Deutschlands die Vermahlungsquote der Janssen-Mühlen noch mehr verschlechterten.
In Schwerin, Lübecker Straße 208, befand sich bis zum Ende des Zweiten Weltkriegs eine Schrothmühle auch (Hammermühle genannt), die im Besitz des Familienunternehmens Janssen war, aber wohl von der Deutschen Wehrmacht betrieben wurde. Diese Mühle und der zugehörige Getreidespeicher der späteren VVAB-Getreidewirtschaft auf dem heutigen Grundstück Mühlentwiete 4 wurden im Jahr 1948 – also noch vor der Gründung der DDR – in der Sowjetischen Besatzungszone beschlagnahmt und die Familie Janssen enteignet, was auch die Schließung weiterer Mühlen nach sich zog. Der Schrot- bzw. Hammermühle und dem Getreidespeicher der VVAB-Getreidewirtschaft war auch eine Bäckerei angegliedert. Die einst dort seit 1888 für das Großherzogliche Militär in Schwerin erbaute Garnisons-Bäckerei – deren Kapazität reichte weit über den Bedarf der Schweriner Garnison hinaus so das unter anderem die Garnisonsstadt – Ludwigslust mit beliefert werden konnte. In den 1930er Jahren wurden der » Mühle - Bäckerei « und Getreidespeicher Komplex in der Lübecker Straße bedeutend erweitert. Von 1945 an befand sich dort die zentrale Garnison-Bäckerei der sowjetischen Militäradministration dort nun mehr nahezu ausschließlich für die Rote Armee bis zu ihrem Abzug 1993 Brot gebacken wurde.
In Bad Kleinen wurden 1989 noch mit 72 Beschäftigten 22.000 Tonnen Mehl produziert. 1993 ging der Betrieb in Zusammenhang mit der treuhänderischen strukturwandelnden Wirtschaftsreform an das schwedische Unternehmen Nordmils über.
Die Mehlproduktion der Bad Kleiner Janssen-Nordmils-Mühlen wurde im Zuge des Inhaberwechsels nach und nach eingestellt – seit 1996 ruht der Mahlbetrieb endgültig. Die unter Denkmalschutz stehenden ungenutzten Mühlenbauten und die zugehörenden Nebengebäude werden vom Heimatverein Bad Kleinen e. V. betreut.